# Communauté de communes de la Région de Damvillers
Die Communauté de communes de la Région de Damvillers war ein französischer Gemeindeverband mit der Rechtsform einer Communauté de communes im Département Meuse in der Region Grand Est. Sie wurde am 23. Dezember 1996 gegründet und umfasste 20 Gemeinden. Der Verwaltungssitz befand sich im Ort Damvillers.

## Historische Entwicklung
Mit Wirkung vom 1. Januar 2017 fusionierte der Gemeindeverband mit der Communauté de communes du Pays de Spincourt und bildete so die Nachfolgeorganisation Communauté de communes de Damvillers Spincourt.

## Ehemalige Mitgliedsgemeinden
1. Azannes-et-Soumazannes
2. Brandeville
3. Bréhéville
4. Chaumont-devant-Damvillers
5. Damvillers
6. Delut
7. Dombras
8. Écurey-en-Verdunois
9. Étraye
10. Gremilly
11. Lissey
12. Merles-sur-Loison
13. Moirey-Flabas-Crépion
14. Peuvillers
15. Réville-aux-Bois
16. Romagne-sous-les-Côtes
17. Rupt-sur-Othain
18. Ville-devant-Chaumont
19. Vittarville
20. Wavrille